# Dinah Shore
Frances Rose Shore, conocida como Dinah Shore (Winchester, 29 de febrero de 1916 - Beverly Hills, 24 de febrero de 1994), fue una cantante estadounidense de jazz y música popular.
Fraguada en las big bands de la década de 1930, Dinah se convirtió en los años 1940 en una de las artistas más populares de los Estados Unidos gracias a su interpretación de numerosos éxitos musicales, como "Buttons and Bows", "The Gypsy" y "I'll Walk Alone", y en años sucesivos gracias a su aparición en varios programas televisivos.

## Reseña biográfica
Nacida en la zona rural del estado de Tennessee, Dinah Shore trabajó en la radio de Nashville cuando era adolescente. Su carrera profesional se inició más tarde en Nueva York, donde cantó con Xavier Cugat. Tras fallidas audiciones para trabajar con Benny Goodman y Tommy Dorsey, se decidió por convertirse en una cantante solista. Firmó con Bluebird en 1940-1941, grabó varios éxitos, entre los que figuran "Yes, My Darling Daughter", "I Hear a Rhapsody" y "Jim". En 1942 vendió un millón de ejemplares del tema "Blues in the Night". Firmó luego con la compañía RCA Victor y obtuvo un nuevo gran éxito con "You'd Be So Nice to Come Home To" y, sobre todo, en 1944 con "I'll Walk Alone". Trabajó también en algunas películas, como por ejemplo en 1944 en Up in Arms y en 1946 en Till the Clouds Roll By.
Entre 1946 y 1949 destacaron temas como "The Gypsy", "I Love You for Sentimental Reasons", "Anniversary Song", "I Wish I Didn't Love You So", "Buttons and Bows" y "Dear Hearts and Gentle People".
En la década de 1950 fue famosa más que por su música por su espectáculo televisivo de variedades The Dinah Shore Chevy Show, medio en el que trabajó de forma irregular hasta los años 1980.
Murió de cáncer de ovario.

## Discografía seleccionada
- 1960: Dinah Sings, Previn Plays (Capitol).
- 1960: Somebody Loves Me (Capitol).